# Tour de France 2012/14. Etappe
Die 14. Etappe der Tour de France 2012 fand am 15. Juli 2012 statt und führte von Limoux in der Region Languedoc-Roussillon nach Foix in den Pyrenäen. Bei einer Streckenlänge von 191 Kilometern gab es zwei Bergpreise der 1. Kategorie und einen der 2. Kategorie.

## Teilnehmende Teams
- BMC Racing Team (BMC)
- RadioShack-Nissan (RNT)
- Team Europcar (EUC)
- Euskaltel-Euskadi (EUS)
- Lampre-ISD (LAM)
- Liquigas-Cannondale (LIQ)
- Garmin-Sharp (GRS)
- AG2R La Mondiale (ALM)
- Cofidis, le Crédit en Ligne (COF)
- Saur-Sojasun (SAU)
- Sky ProCycling (SKY)
- Lotto Belisol Team (LTS)
- Vacansoleil-DCM (VCD)
- Katusha Team (KAT)
- FDJ-Big Mat (FDJ)
- Rabobank Cycling Team (TLJ)
- Movistar (MOV)
- Team Saxo Bank-Tinkoff Bank (STB)
- Astana Pro Team (AST)
- Omega Pharma-Quick Step (OPQ)
- Orica GreenEdge (OGE)
- Team Argos-Shimano (TGA)

## Strecke
Die Strecke führte überwiegend in westlicher, im Schlussteil in nordöstlicher Richtung durch die Départements Aude und Ariège. Nach dem Start in Limoux (179 m) ging es zunächst über Quillan (288 m) hinauf zum Col du Portel (601 m), der ersten Bergwertung in den Pyrenäen. Über Lavelanet (504 m) wurde Tarascon-sur-Ariège (479 m) erreicht, wo der Zwischensprint ausgetragen wurde und sich auch die Verpflegungsstelle befand. Von dort ging es hinauf zum Port de Lers (1517 m), einer Bergwertung der 1. Kategorie. Nach der Passage von Massat (658 m) wurde zum ersten Mal in der Geschichte der Tour der bis zu 18 % steile Anstieg zur Mur de Péguère (1375 m) bezwungen. Von dieser Passhöhe der 1. Kategorie waren es noch fast 40 Kilometer bis zum Ziel in Foix (410 m).

## Rennverlauf
Noch 163 der ursprünglich 198 Fahrer nahmen diese Etappe in Angriff. Nach dem Start versuchten verschiedene Einzelfahrer und Gruppen auszureißen, das Feld ließ sie jedoch nicht gewähren. Geschlossen überquerte es den Col du Portel, wobei die Bergwertung an Thomas Voeckler ging. Etwa ein Drittel der Fahrer war im Anstieg abgehängt worden, konnte aber später aufschließen. Bei Kilometer 35 setzten sich vorne Peter Sagan, Steven Kruijswijk und Sérgio Paulinho ab. Etwas später gesellten sich Philippe Gilbert, Eduard Worganow, Cyril Gautier, Gorka Izagirre, Sébastien Minard, Sandy Casar, Luis León Sánchez und Peter Velits zu ihnen.
Die nun elf Fahrer umfassende Spitzengruppe vergrößerte kontinuierlich ihren Vorsprung auf das Feld, der bei Kilometer 72 bereits zehn Minuten betrug. Den Zwischensprint entschied Sagan für sich; Schnellster des Feldes, das zu diesem Zeitpunkt 13:20 Minuten zurücklag, war André Greipel. Zu Beginn des Anstiegs zum Port de Lers lag das Feld eine Viertelstunde hinter der Spitze zurück. Als Erster überquerte Paulinho die Passhöhe. In der Abfahrt erlitt Gautier einen Defekt, konnte aber nach einigen Kilometern wieder zur Spitze aufschließen. Im Anstieg zur Mur de Péguère erhöhte Sánchez das Tempo und riss dadurch die Gruppe auseinander. Mit ihm konnten nur Sagan, Izagirre, Gilbert und Casar mithalten; letzterer gewann die Bergwertung.
Nahe der Passhöhe erlitten rund 30 Fahrer des Hauptfeldes Reifenpannen. Wie sich später herausstellte, waren Nägel auf der Straße verstreut worden. Prominentestes Opfer war Cadel Evans, der innerhalb kurzer Zeit dreimal wegen eines Defekts anhalten musste; beim ersten Defekt auf der Passhöhe verlor er über eine Minute, als er auf den Mannschaftswagen wartete. Auch Bradley Wiggins musste wegen eines Defekts kurz absteigen und sein Rad wechseln. Die Gruppe um Wiggins drosselte das Tempo merklich, so dass die Evans-Gruppe später aufschließen konnte. Robert Kišerlovski stürzte infolge eines Defekts und musste das Rennen mit Verdacht auf Schlüsselbeinbruch aufgeben.
In der Zwischenzeit lancierte Sánchez elf Kilometer vor dem Ziel einen Angriff und ließ seine vier Begleiter stehen. Mit 47 Sekunden Vorsprung gewann er seine insgesamt vierte Tour-Etappe. Das Hauptfeld kam mit einem Rückstand von 18:15 Minuten ins Ziel.

## Bergwertungen
| Col du Portel Kategorie 2 nach 30 km auf 601 m 5,3 km bei 6,3 % |                    |                             |        |
| 1.                                                              | Frankreich         | Thomas Voeckler (EUC)       | 5 Pkt. |
| 2.                                                              | Schweden           | Fredrik Kessiakoff (AST)    | 3 Pkt. |
| 3.                                                              | Spanien            | Egoi Martínez (EUS)         | 2 Pkt. |
| 4.                                                              | Vereinigte Staaten | Christian Vande Velde (GRS) | 1 Pkt. |

| Port de Lers Kategorie 1 nach 126,5 km auf 1517 m 11,4 km bei 7,0 % |             |                         |         |
| 1.                                                                  | Portugal    | Sérgio Paulinho (STB)   | 10 Pkt. |
| 2.                                                                  | Russland    | Eduard Worganow (KAT)   | 8 Pkt.  |
| 3.                                                                  | Belgien     | Philippe Gilbert (BMC)  | 6 Pkt.  |
| 4.                                                                  | Niederlande | Steven Kruijswijk (RAB) | 4 Pkt.  |
| 5.                                                                  | Slowakei    | Martin Velits (OPQ)     | 2 Pkt.  |
| 6.                                                                  | Spanien     | Luis León Sánchez (RAB) | 1 Pkt.  |

| Mur de Péguère Kategorie 1 nach 152,5 km auf 1375 m 9,3 km bei 7,9 % |            |                         |         |
| 1.                                                                   | Frankreich | Sandy Casar (FDJ)       | 10 Pkt. |
| 2.                                                                   | Spanien    | Gorka Izagirre (EUS)    | 8 Pkt.  |
| 3.                                                                   | Slowakei   | Peter Sagan (LIQ)       | 6 Pkt.  |
| 4.                                                                   | Belgien    | Philippe Gilbert (BMC)  | 4 Pkt.  |
| 5.                                                                   | Spanien    | Luis León Sánchez (RAB) | 2 Pkt.  |
| 6.                                                                   | Portugal   | Sérgio Paulinho (STB)   | 1 Pkt.  |

## Punktewertung
| Zwischensprint in Tarascon-sur-Ariège nach 99 km auf 479 m |             |                         |         |
| 1.                                                         | Slowakei    | Peter Sagan (LIQ)       | 20 Pkt. |
| 2.                                                         | Niederlande | Steven Kruijswijk (RAB) | 17 Pkt. |
| 3.                                                         | Frankreich  | Sandy Casar (FDJ)       | 15 Pkt. |
| 4.                                                         | Portugal    | Sérgio Paulinho (STB)   | 13 Pkt. |
| 5.                                                         | Frankreich  | Philippe Gilbert (BMC)  | 11 Pkt. |
| 6.                                                         | Spanien     | Gorka Izagirre (EUS)    | 10 Pkt. |
| 7.                                                         | Slowakei    | Martin Velits (OPQ)     | 9 Pkt.  |
| 8.                                                         | Frankreich  | Cyril Gautier (EUC)     | 8 Pkt.  |
| 9.                                                         | Spanien     | Luis León Sánchez (RAB) | 7 Pkt.  |
| 10.                                                        | Frankreich  | Sébastien Minard (ALM)  | 6 Pkt.  |
| 11.                                                        | Russland    | Eduard Worganow (KAT)   | 5 Pkt.  |
| 12.                                                        | Deutschland | André Greipel (LTB)     | 4 Pkt.  |
| 13.                                                        | Osterreich  | Bernhard Eisel (SKY)    | 3 Pkt.  |
| 14.                                                        | Australien  | Richie Porte (SKY)      | 2 Pkt.  |
| 15.                                                        | Australien  | Michael Rogers (SKY)    | 1 Pkt.  |

| Etappenziel in Foix nach 191 km auf 410 m |                        |                         |         |
| 1.                                        | Spanien                | Luis León Sánchez (RAB) | 20 Pkt. |
| 2.                                        | Slowakei               | Peter Sagan (LIQ)       | 17 Pkt. |
| 3.                                        | Frankreich             | Sandy Casar (FDJ)       | 15 Pkt. |
| 4.                                        | Frankreich             | Philippe Gilbert (BMC)  | 12 Pkt. |
| 5.                                        | Portugal               | Sérgio Paulinho (STB)   | 11 Pkt. |
| 6.                                        | Spanien                | Gorka Izagirre (EUS)    | 10 Pkt. |
| 7.                                        | Frankreich             | Sébastien Minard (ALM)  | 9 Pkt.  |
| 8.                                        | Slowakei               | Martin Velits (OPQ)     | 8 Pkt.  |
| 9.                                        | Russland               | Eduard Worganow (KAT)   | 7 Pkt.  |
| 10.                                       | Niederlande            | Steven Kruijswijk (RAB) | 6 Pkt.  |
| 11.                                       | Frankreich             | Cyril Gautier (EUC)     | 5 Pkt.  |
| 12.                                       | Spanien                | Luis Ángel Maté (COF)   | 4 Pkt.  |
| 13.                                       | Frankreich             | Julien Simon (SAU)      | 3 Pkt.  |
| 14.                                       | Frankreich             | Mickaël Chérel (ALM)    | 2 Pkt.  |
| 15.                                       | Vereinigtes Konigreich | Bradley Wiggins (SKY)   | 1 Pkt.  |

## Aufgaben
- 188 –  Robert Kišerlovski (AST): Aufgabe während der Etappe.